# Votaknemoura
Votaknemoura – wymarły rodzaj owadów z rzędu widelnice i rodziny Palaeonemouridae, obejmujący tylko jeden znany gatunek: Votaknemoura admiranda.
Rodzaj i gatunek typowy opisane zostały w 2013 roku przez Ninę Siniczenkową. Opisu dokonano na podstawie pojedynczej skamieniałości przedniego skrzydła pochodzącej z piętra siewierodwinu w permie, odnalezionej w pobliżu wsi Isady na terenie rosyjskiego obwodu wołogodzkiego.
Owad ten miał przednie skrzydło długości około 9 mm, szerokości 2,5 mm, o przednim brzegu w części nasadowej wyraźnie wklęśniętym oraz żyłkach subkostalnej, kostalnej i radialnej zakrzywionych wzdłuż tego wklęśnięcia. W polu kostalnym biegły trzy dodatkowe żyłki. Dłuższa od połowy skrzydła żyłka subkostalna łączyła się z radialną daleko za żyłką poprzeczną r–rs. Sektor radilany miał dwa odgałęzienia, a długa, ukośna żyłka poprzeczna rs–m odchodziła od niego znacznie dalej niż żyłka r–rs. Żyłka medialna była równomiernie zakrzywiona i pozbawiona odgałęzień. Obie żyłki kubitalne były zakrzywione, nierozgałęzione i dochodziły do tylnej krawędzi skrzydła. Pole medialne miało siedem, a pole kubitalne sześć żyłek poprzecznych.